# Amt Hattingen
Das Amt Hattingen war ein Amt im Ennepe-Ruhr-Kreis in Nordrhein-Westfalen. Im Rahmen der nordrhein-westfälischen Gebietsreform wurde das Amt zum 1. Januar 1970 aufgelöst.

## Geschichte
Im Rahmen der Einführung der Landgemeindeordnung von 1841 für die Provinz Westfalen wurde 1844 im damaligen Kreis Bochum aus dem ländlichen Teil der Bürgermeisterei Hattingen das Amt Hattingen gebildet. Die Bürgermeisterei Hattingen war in der Franzosenzeit im Kanton Hattingen des Großherzogtums Berg eingerichtet worden. Die Stadt Hattingen blieb amtsfrei. Das Amt Hattingen umfasste 1871 siebzehn Gemeinden:
| - Altendorf - Baak - Bredenscheid - Dahlhausen - Dumberg - Holthausen - Horst - Linden - Niederbonsfeld | - Niederelfringhausen - Niederstüter - Niederwenigern - Oberbonsfeld - Oberelfringhausen - Oberstüter - Welper - Winz |

Das Amt hatte sein Amtshaus in Winz.
Oberbonsfeld wurde 1881 nach Langenberg im rheinischen Kreis Mettmann eingemeindet. Am 1. April 1885 kam das Amt Hattingen zum neuen Kreis Hattingen und es gab mehrere Änderungen der Ämterstruktur. Horst wechselte in das neue Amt Königssteele, Linden und Dahlhausen bildeten das neue Amt Linden-Dahlhausen und Holthausen sowie Welper wechselten in das Amt Blankenstein.
1926 wurden Baak, Dumberg, Niederbonsfeld und Niederwenigern nach Winz eingemeindet sowie Bredenscheid und Niederstüter zur Gemeinde Bredenscheid-Stüter vereinigt. Seit dem 1. August 1929 gehörte das Amt Hattingen zum neuen Ennepe-Ruhr-Kreis. Am 1. April 1939 gab Winz den Gemeindeteil Baak mit Rauendahl an die Stadt Hattingen ab.
Das Amt umfasste seit 1926 sechs Gemeinden (Daten Stand 1950):
| Name                | Einwohner | Fläche (km²) |
| ------------------- | --------- | ------------ |
| Altendorf           | 5.344     | 6,01         |
| Bredenscheid-Stüter | 4.111     | 17,47        |
| Niederelfringhausen | 318       | 5,52         |
| Oberelfringhausen   | 531       | 7,25         |
| Oberstüter          | 314       | 4,67         |
| Winz                | 7.341     | 15,42        |
| Summe               | 17.959    | 56,34        |

Am 1. Januar 1970 wurde das Amt Hattingen durch das Gesetz zur Neugliederung des Ennepe-Ruhr-Kreises aufgelöst. Bis auf die Gemeinde Altendorf, die nach Essen eingemeindet wurde, kamen alle Gemeinden zur Stadt Hattingen, die auch Rechtsnachfolgerin des Amtes ist.

## Einwohnerentwicklung
| Jahr | Einwohner | Quelle |
| ---- | --------- | ------ |
| 1859 | 14.668    | [ 8 ]  |
| 1871 | 21.210    | [ 9 ]  |
| 1885 | 25.905    | [ 10 ] |
| 1895 | 12.854    | [ 11 ] |
| 1910 | 16.559    | [ 12 ] |
| 1933 | 15.984    | [ 13 ] |
| 1939 | 14.032    | [ 13 ] |
| 1950 | 17.959    | [ 7 ]  |
| 1961 | 19.037    | [ 14 ] |

Das Amt wurde 1885 und 1939 verkleinert.

## Wappen
| Wappen von Amt Hattingen | Blasonierung: „In Gold (Gelb) einen in drei Reihen zu je sieben Feldern rot und silbern (weiß) geschachter Balken oben begleitet von zwei und unten von einem schwarz bewehrten grünen Vogel.“                                                                                          |
| Wappen von Amt Hattingen | Wappenbegründung: Das von Waldemar Mallek entworfene Wappen wurde am 17. Mai 1935 vom Oberpräsidenten der preußischen Provinz Westfalen verliehen. Es ist identisch mit dem Wappen der Grafschaft Mark, ergänzt durch die drei Vögel des Wappens der Herren von Hattingen (Hattneggen). |